# Cogne
Cogne – miejscowość i gmina we Włoszech, w regionie Dolina Aosty. Znajduje się w Narodowym Parku Gran Paradiso.
Według danych na styczeń 2009 gminę zamieszkiwało 1488 osób przy gęstości zaludnienia 7 os./1 km².